# Eddie Scarf
Edward Richard Scarf, detto Eddie (3 novembre 1908 – 7 gennaio 1980), è stato un lottatore australiano, specializzato nella lotta libera.

## Palmarès

### Olimpiadi
- 1 medaglia:
  - 1 bronzo (Los Angeles 1932 nella lotta libera, pesi medio-massimi)

### Giochi dell'Impero Britannico
- 1 medaglia:
  - 1 oro (Sydney 1938 nella lotta libera, pesi medio-massimi)